# Avoise, Sarthe
Avoise är en kommun i departementet Sarthe i regionen Pays de la Loire i nordvästra Frankrike. Kommunen ligger i kantonen Sablé-sur-Sarthe som tillhör arrondissementet La Flèche. År 2022 hade Avoise 572 invånare.

## Befolkningsutveckling
Antalet invånare i kommunen Avoise
| Referens: INSEE |